# Hunting High and Low
Hunting High and Low – debiutancki album norweskiej grupy popowej a-ha, wydany 28 października 1985 roku.

## Lista utworów
1. "Take on Me" (Waaktaar / Furuholmen / Harket) – 3:48
2. "Train of Thought" (Waaktaar) – 4:14
3. "Hunting High and Low" (Waaktaar) – 3:45
4. "The Blue Sky" (Waaktaar) – 2:36
5. "Living a Boy's Adventure Tale" (Waaktaar / Harket) – 5:02
6. "The Sun Always Shines on T.V." (Waaktaar) – 5:06
7. "And You Tell Me" (Waaktaar) – 1:52
8. "Love is Reason" (Waaktaar / Furuholmen) – 3:04
9. "I Dream Myself Alive" (Waaktaar / Furuholmen) – 3:10
10. "Here I Stand and Face the Rain" (Waaktaar) – 4:30

## Muzycy
- Morten Harket – śpiew
- Magne Furuholmen – instrumenty klawiszowe, śpiew
- Paul Waaktaar-Savoy – gitara, śpiew

## Listy sprzedaży
| Lista               | Kraj            | Pozycja |
| ------------------- | --------------- | ------- |
| VG-Lista            | Norwegia        | 1       |
| Ö3 Austria Top 40   | Austria         | 1       |
| UK Albums Chart     | Wielka Brytania | 2       |
| Schweizer Hitparade | Szwajcaria      | 10      |